# Montenegrói női labdarúgó-válogatott
A montenegrói női labdarúgó-válogatott képviseli Montenegrót a nemzetközi női labdarúgó eseményeken. A csapatot a montenegrói labdarúgó-szövetség szervezi és irányítja.

## Története
A montenegrói női válogatott hat évvel azután jött létre, hogy montenegrói független lett Szerbiától. A montenegrói labdarúgó-szövetség irányít. Az első vezetőedző Zoran Mijovic volt, aki 2012. március 13-án irányította a válogatottat az első hivatalos mérkőzésükön a Bosznia-hercegovinai női labdarúgó-válogatott ellen.

## Nemzetközi eredmények

### Világbajnoki szereplés
| Év       | Helyszín      | Eredmény      | Hely | M | Gy | D | V | Rg | Kg | Gk | P |
| -------- | ------------- | ------------- | ---- | - | -- | - | - | -- | -- | -- | - |
| 2015     | Kanada        | nem jutott be |      |   |    |   |   |    |    |    |   |
| 2019     | Franciaország | Folyamatban   |      |   |    |   |   |    |    |    |   |
| Összesen | Összesen      | 0/1           |      |   |    |   |   |    |    |    |   |

### Európa-bajnoki szereplés
| Év       | Helyszín  | Eredmény      | Hely | M | Gy | D | V | Rg | Kg | Gk | P |
| -------- | --------- | ------------- | ---- | - | -- | - | - | -- | -- | -- | - |
| 2017     | Hollandia | nem jutott be |      |   |    |   |   |    |    |    |   |
| Összesen | Összesen  | 0/1           |      |   |    |   |   |    |    |    |   |

## Szövetségi kapitányok
| Szöv. kap.            | Időszak   | Mérkőzés | Győzelem | Döntetlen | Vereség | KG | RG | %      |
| --------------------- | --------- | -------- | -------- | --------- | ------- | -- | -- | ------ |
| Zoran Mijović         | 2012–2015 | 17       | 1        | 3         | 13      | 21 | 70 | 5,88%  |
| Derviš Hadžiosmanović | 2015–     | 14       | 3        | 1         | 10      | 23 | 61 | 21,42% |

## Lásd még
- Montenegrói labdarúgó-válogatott